# Lilio Gregorio Giraldi
Lilio Gregorio Giraldi (ur. 1479, zm. 1552) – włoski uczony i poeta.

## Życiorys
Giraldi urodził się 14 czerwca 1479 w Ferrarze. Po ukończeniu edukacji przeniósł się do Neapolu, gdzie mieszkał z Jovianusem Pontanusem i Jacopo Sannazaro. Wkrótce potem przeniósł się do Lombardii, gdzie utrzymywała go rodzina Mirandola. W Mediolanie studiował grekę pod kierunkiem Demetriosa Chalkokondylesa, a następnie w Modenie uczył późniejszego kardynała Ercole Rangone. Ok. 1514 roku przeniósł się do Rzymu, gdzie papież Klemens VII powierzył mu stanowisko protonotariusza apostolskiego. Wkrótce potem (1527) w czasie zdobycia i złupienia Rzymu stracił cały swój majątek, w tym pokaźną bibliotekę, a po śmierci kardynała Rangone powrócił pod opiekę rodu Mirandola, którą stracił po zamachu na panującego tam księcia (1533).
Giraldi był człowiekiem wielkiej erudycji, cenionym przez współczesnych i późniejszych badaczy. Jego Historia de diis gentium' była bardzo nowoczesnym ujęciem tematu badań nad mitologią klasyczną, a jego traktaty De annis et mensibus i Calendarium Romanum et Graecum przyczyniły się do wprowadzenia reformy kalendarza, którą ostatecznie przeprowadził papież Grzegorz XIII. Jest również autorem poezji pisanej po łacinie.
Przez resztę życia miał problemy ze zdrowiem i żył w ubóstwie, zmarł w Ferrarze w lutym 1552 roku.